# Agathosma
Agathosma é um género botânico pertencente à família Rutaceae.

## Sinonímia
- Barosma Willd.
- Hartogia L.
- Parapetalifera J. C. Wendl.

## Espécies seleccionadas
- Agathosma apiculata
- Agathosma betulina (sin. Barosma betulina)
- Agathosma bifida
- Agathosma ciliata
- Agathosma ciliaris
- Agathosma corymbosa
- Agathosma crenulata (sin. Barosma crenulata)
- Agathosma hirta
- Agathosma imbricata
- Agathosma ovata False Buchu
- Agathosma puberula
- Agathosma mucronulata Buchu
- Agathosma pentachotoma
- Agathosma pulchella
- Agathosma pungens
- Agathosma rugosa